# Liste von Ehrenbürgern Mellrichstadts
Die Ehrenbürgerwürde ist die höchste Auszeichnung, die die Stadt Mellrichstadt zu vergeben hat.
Hinweis: Die Auflistung erfolgt chronologisch nach Datum der Zuerkennung. Die Liste ist eventuell nicht vollständig.

## Die Ehrenbürger der Stadt Mellrichstadt
- Nathan Stern (* 3. Januar 1871; † 15. April 1948)[1]
  - Verleihung am 7. März 1912
  - Jüdischer Unternehmer, Vertreter des Deutsch-Israelitischen Gemeindebundes, Stifter des Prinzregent-Luitpold-Brunnens.

- Ludwig Troll (* 4. Februar 1870; † 11. Juli 1961)
  - Verleihung am 8. Februar 1955
  - Troll wurde für seine Verdienste um die Archivpflege der Stadt und des Landkreises Mellrichstadt zum Ehrenbürger ernannt. 1954 erhielt er das Bundesverdienstkreuz.

- Alfons Halbig (* 19. Juli 1893; † 9. Juni 1970)
  - Bürgermeister von Dezember 1935–Februar 1946 und Juni 1948–Juni 1970
  - Verleihung am 19. Juli 1958
  - Halbig war von 1935 bis 1945 und wieder ab 1948 Bürgermeister von Mellrichstadt. Mit der Verleihung der Ehrenbürgerschaft wurden seine unermüdliche Tatkraft und seine Verdienste um die Entwicklung der Stadt gewürdigt. Halbig erhielt 1958 das Bundesverdienstkreuz am Bande und 1964 den Bayerischen Verdienstorden. Außerdem war er Inhaber der Bayerischen Verdienstmedaille für kommunale Selbstverwaltung. Nach ihm ist der Alfons-Halbig-Platz in Mellrichstadt benannt.

- Kilian Brönner (* 8. Juli 1892; † 8. Dezember 1970)
  - Geistlicher Rat
  - Verleihung am 2. August 1962
  - Brönner war von 1937 bis 1964 Stadtpfarrer in Mellrichstadt. Zum Ehrenbürger wurde er wegen seiner Verdienste um die Seelsorge ernannt.

- August Nadler (* 3. April 1915; † unbekannt)
  - Verleihung 1970
  - Pfarrer in Frickenhausen

- Max Schweser (* 1899; † 1981)
  - Verleihung am 9. Juni 1978
  - Lehrer, Rektor der Volksschule Mellrichstadt, Schriftsteller, Heimatforscher.

- Rudolf Hanauer (* 4. März 1908; † 29. Dezember 1992)
  - Verleihung unbekannt
  - Jurist, Politiker (CSU), Präsident des Bayerischen Landtags (1960–1978). Bayerischer Verdienstorden (1960), Großes Silbernes Ehrenzeichen am Bande für Verdienste um die Republik Österreich (1960), Großkreuz des St. Silvesterordens (1961), Großkreuz des Bundesverdienstkreuzes (1964).

- Gotthard Dumbacher (* 15. Juni 1914; † 29. Juni 2003[2])
  - Verleihung am 24. Februar 1980
  - Pfarrer von Eußenhausen.

- Oskar Herbig (* 29. Januar 1924; † 29. September 1998)
  - Verleihung am 29. Januar 1989
  - Ab September 1970 bis 1994 Bürgermeister. Nach Herbig wurde die Oskar-Herbig-Halle in Mellrichstadt benannt. Herbig wurde 1984 mit dem Bundesverdienstkreuz am Bande und 1988 mit dem Frankenwürfel[3] ausgezeichnet. 1994 erhielt er die Kommunale Verdienstmedaille in Silber.

- Karl-Hermann Reich[4]
  - Verleihung 2019
  - Unternehmer, Gönner der Stadt, Träger des Bundesverdienstkreuzes am Bande.